# Platô do Ceará

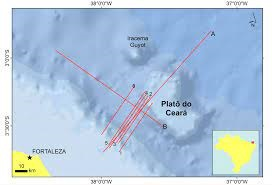
Localização Platô do Ceará

Platô do Ceará é um monte submarino que faz parte da Margem Equatorial Brasileira, localizado a aproximadamente 100 km da costa de Fortaleza (Brasil) e a leste do Alto de Fortaleza. Sua origem é tida como vulcânica, baseada em seus flancos íngremes e amostras coletadas em montes submarinos adjacentes, com idade superior a 100 milhões de anos.

## Histórico

### Primeiros registros
Estudos pioneiros, descrevem a origem do Platô do Ceará como sendo relacionado ao alinhamento vulcânico Atol das Rocas-Fernando de Noronha, sendo o último monte submarino que definia a Zona de Fratura de Fernando de Noronha . Embora não haja nenhuma amostra de seu embasamento, ele é descrito como sendo de origem vulcânica e instalado sobre crosta oceânica, com idade superior a 100 milhões de anos. Amostras de montes submarinos adjacentes recuperaram seixos de olivina-basalto cimentados por óxido de ferro e manganês, além de calcário sem fosfato. Com base nos dados sísmicos existentes até aquele momento, afirmou-se que o edifício vulcânico que compõe o Platô do Ceará foi formado entre o fim do Oligoceno e o início do Pleistoceno.
Dragagens realizadas durante o Cruzeiro CHAIN-115, como parte do Projeto REMAC (Reconhecimento global da Margem Continental Brasileira), recuperaram tanto amostras de sedimentos inconsolidados como rochas sedimentares. Duas dragagens, uma no topo e outra no flanco nordeste, foram feitas entre as profundidades de 305-270 metros e 1371-391 metros, respectivamente. As amostras de material consolidado confirmaram a predominância de calcários no Platô do Ceará, principalmente calcarenitos e calcilutitos, crostas calcário fosfatizado de aspecto ferruginoso e fragmentos coralíneos e algais calcários com associação faunística variada morta .

### Nomenclatura
O monte submarino do Ceará, descrito neste artigo, não possui classificação consensual na literatura, existindo algumas divergências. Nos relatórios do Projeto REMAC (Reconhecimento global da Margem Continental Brasileira) do ano de 1979, a denominação dada é de guyot, ou seja, a formação foi definida como vulcânica, seguida de uma fase erosiva, responsável pela criação de uma superfície plana e, a seguir, uma fase de subsidência, descendo pela estrutura. No entanto, a forma não cônica difere da definição de guyot, o que implica que a formação é mais complexa do que isso.
Por apresentar formação indefinida, a estrutura costumava ser denominada Planalto Ceará, porém, estudos mais recentes, revelaram que o monte submarino apresenta características de platô , que é definida pela International Hydrographic Organization (2008) como uma elevação plana ou quase plana, com área proporcionalmente razoável ao tamanho e queda abrupta em um ou mais de seus lados, sendo hoje, o local definido como Platô do Ceará.

## Localização

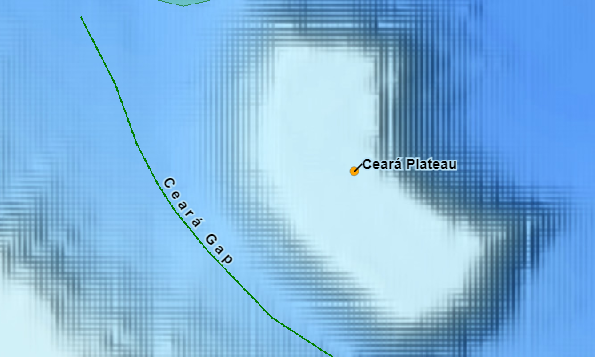
Mapa batimétrico do Platô do Ceará

O Platô do Ceará é caracterizado como um monte submarino vulcânico , localizado a 100 km da costa de Fortaleza (Brasil) e a leste da Alto de Fortaleza fazendo parte da Margem Equatorial Brasileira. Entre o Platô do Ceará e o talude stricto sensu ocorre uma depressão formando uma bacia semi-confinada na qual sedimentos aparentemente provenientes do continente são depositados em águas profundas. Essa bacia foi pouco discutida na literatura e não havendo nenhuma nomenclatura anteriormente registrada para ela, foi proposto o nome de Depressão do Ceará, sendo este submetido e aceito à Organização Hidrográfica Internacional – Comissão Oceanográfica Intergovernamental (IOH-IOC). Sua extensão areal é superior a 2.000 km² e atinge a profundidade máxima de 1.900 metros.

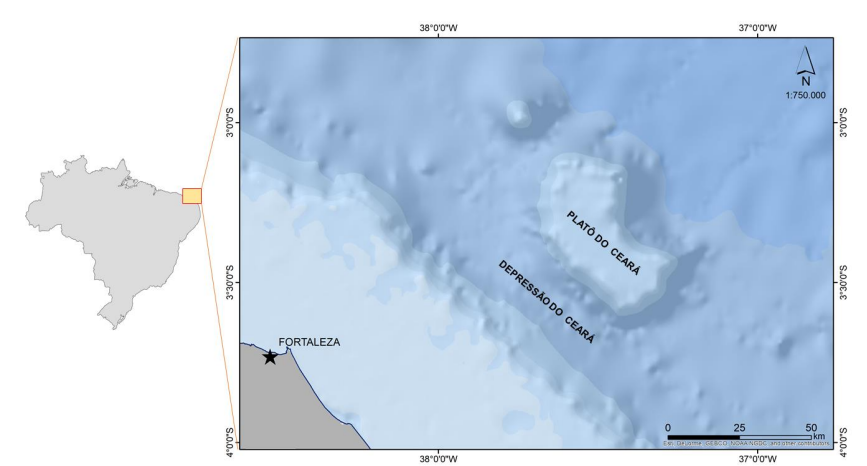
Mapa que requesenta a localização do Platô do Ceará

## Características
O Platô do Ceará é um monte submarino com um topo plano razoável e uma queda abrupta nas laterais. O ângulo de inclinação médio é de 15º. Apresenta feição geomorfológica elíptica, mais ou menos cônica, topo plano com profundidade média de 280 m e cobertura calcária enriquecido com fosforita, com extensão areal de, aproximadamente, 894 km² e 2.000 m de altura (até 18%). Apresenta origem vulcânica e tem sua formação datada entre o fim do Oligoceno e o início do Pleistoceno.